# Покровський провулок (Житомир)
Покровський прову́лок — провулок у Богунському районі Житомира. Названий на честь релігійного свята Покрови Пресвятої Богородиці.

## Розташування
З'єднує вулиці Радивилівську та Кармелюка. Прямує на південний схід, через 180 метрів повертає під прямим кутом ліворуч.
Довжина провулка — 350 метрів.

## Історія
До 2016 року — 9-й Піонерський провулок. Відповідно до розпорядження Житомирського міського голови від 19 лютого 2016 року № 112 «Про перейменування топонімічних об'єктів та демонтаж пам'ятних знаків у м. Житомирі», перейменований на Покровський провулок.